# Stan Brakhage
James Stanley „Stan“ Brakhage (* 14. Januar 1933 in Kansas City, Missouri; † 9. März 2003 in Victoria, British Columbia, Kanada) war ein US-amerikanischer Filmregisseur experimenteller Filme.
Stan Brakhage kam in einem Heim für ungewollt schwangere Mütter zur Welt und wuchs bei Adoptiveltern auf. Er besuchte das Dartmouth College. 1952 wurde er noch herausgeworfen, 1955 schloss er das College jedoch ab. Brakhage war Professor für Film an der University of Colorado at Boulder. Seine erste Frau Jane hatte des Öfteren Auftritte als Darstellerin in seinen Filmen, ein paar Mal war sie auch in anderen Positionen – etwa als Kamerafrau – beteiligt. Brakhage selbst war auch häufig Kameramann und Filmeditor, seltener Drehbuchautor und Produzent seiner Filme.
Zwischen 1952 und 2003 drehte Brakhage etwa 380 Filme, zumeist Kurzfilme ohne Ton. Die Lauflängen seiner Filme schwanken von neun Sekunden bis vier Stunden. Die meisten seiner Experimentalfilme wurden lange Zeit kaum außerhalb der Experimental- oder Kurzfilmszene gesehen, sind aber mittlerweile online und als DVD veröffentlicht. Im Jahr 1972 war Brakhage Teilnehmer der Documenta 5 in Kassel in der Abteilung Filmschau: New American Cinema.

## Publikationen
- Metaphors on vision. Anthology Film Archives / Light Industry, New York City 2017, ISBN 978-0-9979102-0-9.